# Computer Assisted Self Interviewing
Der Begriff computer-assisted self interview (CASI) bzw. Rechnergestütztes Selbstinterview bezeichnet ein Interview in der Markt- bzw. Media-Forschung, bei dem der interviewten Person ein Laptop oder ein Pentop mit Stifteingabe vorgelegt wird, auf dem ein Frageprogramm abläuft. Der Befragte führt das Interview selbständig durch, der Interviewer greift nicht ein. Seit 2004 wird das Verfahren in der Media-Analyse der Arbeitsgemeinschaft Media-Analyse e.V. verwendet.